# Obernburg am Main
Obernburg am Main är en stad i Landkreis Miltenberg i Regierungsbezirk Unterfranken i förbundslandet Bayern i Tyskland.